# Quatrième circonscription de la Haute-Savoie
La quatrième circonscription de la Haute-Savoie est l'une des six circonscriptions législatives françaises que compte le département de la Haute-Savoie (74) situé en région Auvergne-Rhône-Alpes.

## Description géographique et démographique
La quatrième circonscription de la Haute-Savoie a été créée par le découpage électoral de la loi n°86-1197 du 24 novembre 1986
 et regroupait les divisions administratives suivantes : Cantons d'Annemasse-Nord, Annemasse-Sud, Reignier, La Roche-sur-Foron, Saint-Julien-en-Genevois.
- canton d'Annemasse-Nord
- canton d'Annemasse-Sud
- canton de Reignier
- canton de La Roche-sur-Foron
- canton de Saint-Julien-en-Genevois

Depuis l'ordonnance n° 2009-935 du 29 juillet 2009, ratifiée par le Parlement français le 21 janvier 2010, elle regroupe les divisions administratives suivantes : cantons d'Annemasse-Nord, Annemasse-Sud, Frangy, Saint-Julien-en-Genevois, Seyssel.
- canton d'Annemasse-Nord
- canton d'Annemasse-Sud
- canton de Frangy
- canton de Saint-Julien-en-Genevois
- canton de Seyssel

D'après le recensement général de la population en 1999, réalisé par l'Institut national de la statistique et des études économiques (INSEE), la population totale de cette circonscription est estimée à 130 844 habitants,.

## Historique des députations
- Circonscription créée en 1986

| Législature | Début de mandat | Fin de mandat  | Député               | Parti politique | Observations                                                                           |
| ----------- | --------------- | -------------- | -------------------- | --------------- | -------------------------------------------------------------------------------------- |
| IXe         | 23 juin 1988    | 1er avril 1993 | Claude Birraux       | UDC             |                                                                                        |
| Xe          | 2 avril 1993    | 21 avril 1997  | Claude Birraux,      | UDF,            | Mandat écourté à la suite d'une dissolution parlementaire décidée par Jacques Chirac.  |
| XIe         | 12 juin 1997    | 18 juin 2002   | Claude Birraux,      | UDF,            |                                                                                        |
| XIIe        | 19 juin 2002    | 19 juin 2007   | Claude Birraux,      | UMP,            |                                                                                        |
| XIIIe       | 20 juin 2007    | 19 juin 2012   | Claude Birraux       | UMP             |                                                                                        |
| XIVe        | 20 juin 2012    | 20 juin 2017   | Virginie Duby-Muller | UMP ➞ LR        |                                                                                        |
| XVe         | 21 juin 2017    | 21 juin 2022   | Virginie Duby-Muller | LR              |                                                                                        |
| XVIe        | 22 juin 2022    | 9 juin 2024    | Virginie Duby-Muller | LR              | Mandat écourté à la suite d'une dissolution parlementaire décidée par Emmanuel Macron. |

## Historique des élections

### Élections de 1988
| Candidat       | Candidat                     | Parti                      | Premier tour | Premier tour | Second tour | Second tour |  |
| Candidat       | Candidat                     | Parti                      | Voix         | %            | Voix        | %           |  |
| -------------- | ---------------------------- | -------------------------- | ------------ | ------------ | ----------- | ----------- |  |
|                | Claude Birraux sortant réélu | UDF (CDS) (URC)            | 18 488       | 46,87        | 24 063      | 55,15       |  |
|                | Robert Borrel sortant        | Divers gauche (Maj. prés.) | 15 082       | 38,24        | 19 571      | 44,85       |  |
|                | Bernard Fachon               | FN                         | 3 309        | 8,39         |             |             |  |
|                | Élisabeth Lavy               | PCF                        | 1 390        | 3,52         |             |             |  |
|                | Marc Taponier                | Régionaliste               | 1 176        | 2,98         |             |             |  |
|                |                              |                            |              |              |             |             |  |
| Inscrits       | Inscrits                     | Inscrits                   | 66 386       | 100,00       | 66 372      | 100,00      |  |
| Abstentions    | Abstentions                  | Abstentions                | 26 368       | 39,72        | 22 056      | 33,23       |  |
| Votants        | Votants                      | Votants                    | 40 018       | 60,28        | 44 316      | 66,77       |  |
| Blancs et nuls | Blancs et nuls               | Blancs et nuls             | 573          | 1,43         | 682         | 1,54        |  |
| Exprimés       | Exprimés                     | Exprimés                   | 39 445       | 98,57        | 43 634      | 98,46       |  |

Le suppléant de Claude Birraux était Joseph Fournier, cadre administratif à la MSA, conseiller général du canton de La Roche-sur-Foron.

### Élections de 1993
| Candidat       | Candidat                     | Parti                      | Premier tour | Premier tour | Second tour | Second tour |  |
| Candidat       | Candidat                     | Parti                      | Voix         | %            | Voix        | %           |  |
| -------------- | ---------------------------- | -------------------------- | ------------ | ------------ | ----------- | ----------- |  |
|                | Claude Birraux sortant réélu | UDF (CDS)                  | 19 819       | 45,08        | 26 177      | 62,71       |  |
|                | Jean-Pierre Buet             | Divers gauche (Maj. prés.) | 9 038        | 20,56        | 15 564      | 37,29       |  |
|                | Jean-Paul Selles             | FN                         | 6 994        | 15,91        |             |             |  |
|                | Joseph Grillet               | Les Verts (EÉ)             | 5 393        | 12,27        |             |             |  |
|                | Roger Martinet               | PCF                        | 1 610        | 3,66         |             |             |  |
|                | Gabriel Galice               | MDC                        | 1 113        | 2,53         |             |             |  |
|                |                              |                            |              |              |             |             |  |
| Inscrits       | Inscrits                     | Inscrits                   | 71 767       | 100,00       | 71 763      | 100,00      |  |
| Abstentions    | Abstentions                  | Abstentions                | 25 690       | 35,8         | 27 259      | 37,98       |  |
| Votants        | Votants                      | Votants                    | 46 077       | 64,2         | 44 504      | 62,02       |  |
| Blancs et nuls | Blancs et nuls               | Blancs et nuls             | 2 110        | 4,58         | 2 763       | 6,21        |  |
| Exprimés       | Exprimés                     | Exprimés                   | 43 967       | 95,42        | 41 741      | 93,79       |  |

Le suppléant de Claude Birraux était Joseph Fournier.

### Élections de 1997
| Candidat       | Candidat                     | Parti          | Premier tour | Premier tour | Second tour | Second tour |  |
| Candidat       | Candidat                     | Parti          | Voix         | %            | Voix        | %           |  |
| -------------- | ---------------------------- | -------------- | ------------ | ------------ | ----------- | ----------- |  |
|                | Claude Birraux sortant réélu | UDF (FD)       | 16 654       | 39,52        | 26 217      | 59,13       |  |
|                | Guy Gavard                   | PS             | 8 203        | 19,46        | 18 118      | 40,87       |  |
|                | Bernard Midy                 | FN             | 6 879        | 16,32        |             |             |  |
|                | Jean Pelissier               | PCF            | 3 262        | 7,74         |             |             |  |
|                | Charles Dumont               | Les Verts      | 2 231        | 5,29         |             |             |  |
|                | Jacques Lesbaches            | GÉ             | 2 059        | 4,89         |             |             |  |
|                | Emmanuel Rigal               | LDI (MPF)      | 1 621        | 3,85         |             |             |  |
|                | Gabriel Galice               | MDC            | 1 236        | 2,93         |             |             |  |
|                |                              |                |              |              |             |             |  |
| Inscrits       | Inscrits                     | Inscrits       | 74 187       | 100,00       | 74 168      | 100,00      |  |
| Abstentions    | Abstentions                  | Abstentions    | 28 887       | 38,94        | 26 645      | 35,93       |  |
| Votants        | Votants                      | Votants        | 45 300       | 61,06        | 47 523      | 64,07       |  |
| Blancs et nuls | Blancs et nuls               | Blancs et nuls | 3 155        | 6,96         | 3 188       | 6,71        |  |
| Exprimés       | Exprimés                     | Exprimés       | 42 145       | 93,04        | 44 335      | 93,29       |  |

Le suppléant de Claude Birraux était Joseph Fournier.

### Élections de 2002
| Candidat       | Candidat                     | Parti            | Premier tour | Premier tour | Second tour | Second tour |  |
| Candidat       | Candidat                     | Parti            | Voix         | %            | Voix        | %           |  |
| -------------- | ---------------------------- | ---------------- | ------------ | ------------ | ----------- | ----------- |  |
|                | Claude Birraux sortant réélu | UMP              | 16 917       | 35,28        | 24 541      | 62,81       |  |
|                | Dominique Lachenal           | PS               | 9 840        | 20,52        | 14 532      | 37,19       |  |
|                | Raymond Bardet               | Divers droite    | 9 695        | 20,22        |             |             |  |
|                | Joëlle Regairaz              | FN               | 5 800        | 12,1         |             |             |  |
|                | Bernard Muraz                | PCF              | 908          | 1,89         |             |             |  |
|                | Maryse Creveau               | LCR              | 859          | 1,79         |             |             |  |
|                | Josefa Carvou                | LT-LNÉ           | 773          | 1,61         |             |             |  |
|                | Jean-Marc Jacquier           | S&P              | 654          | 1,36         |             |             |  |
|                | Lucie Gomes-Muffat           | Pôle républicain | 629          | 1,31         |             |             |  |
|                | Fabienne Noble               | Divers           | 415          | 0,87         |             |             |  |
|                | Laurent Natale               | GÉ               | 403          | 0,84         |             |             |  |
|                | Christian Prior              | LO               | 382          | 0,8          |             |             |  |
|                | Robert Lamoise               | MNR              | 352          | 0,73         |             |             |  |
|                | Myriam Ravasi                | MPF              | 319          | 0,67         |             |             |  |
|                |                              |                  |              |              |             |             |  |
| Inscrits       | Inscrits                     | Inscrits         | 81 139       | 100,00       | 81 136      | 100,00      |  |
| Abstentions    | Abstentions                  | Abstentions      | 32 542       | 40,11        | 40 722      | 50,19       |  |
| Votants        | Votants                      | Votants          | 48 597       | 59,89        | 40 414      | 49,81       |  |
| Blancs et nuls | Blancs et nuls               | Blancs et nuls   | 651          | 1,34         | 1 341       | 3,32        |  |
| Exprimés       | Exprimés                     | Exprimés         | 47 946       | 98,66        | 39 073      | 96,68       |  |

Le suppléant de Claude Birraux était Patrick Antoine, Premier adjoint au maire de Gaillard.

### Élections de 2007
|                | Claude Birraux sortant réélu | UMP                 | 26 017 | 53,67  |  |  |  |
|                | Ali Harabi                   | PS                  | 7 508  | 15,49  |  |  |  |
|                | Antoine Vielliard            | UDF–MoDem           | 6 072  | 12,53  |  |  |  |
|                | Joëlle Regairaz              | FN                  | 2 213  | 4,57   |  |  |  |
|                | Martine Féraille             | Les Verts           | 1 710  | 3,53   |  |  |  |
|                | Maryse Creveau               | LCR                 | 1 101  | 2,27   |  |  |  |
|                | Annie Anselme                | PCF                 | 843    | 1,74   |  |  |  |
|                | Laurent Natale               | GÉ                  | 611    | 1,26   |  |  |  |
|                | Muriel Menancy               | LT-LNÉ              | 577    | 1,19   |  |  |  |
|                | Emmanuel Brunet              | Divers              | 565    | 1,17   |  |  |  |
|                | Anne Langevin-Libersa        | Extrême gauche (GA) | 549    | 1,13   |  |  |  |
|                | Laure Ganuchaud              | MPF                 | 463    | 0,96   |  |  |  |
|                | Farid Azibi                  | Divers              | 242    | 0,5    |  |  |  |
|                | Anne-Marie Rosset            | Régionaliste        | 5      | 0,01   |  |  |  |
|                |                              |                     |        |        |  |  |  |
| Inscrits       | Inscrits                     | Inscrits            | 93 007 | 100,00 |  |  |  |
| Abstentions    | Abstentions                  | Abstentions         | 43 833 | 47,13  |  |  |  |
| Votants        | Votants                      | Votants             | 49 174 | 52,87  |  |  |  |
| Blancs et nuls | Blancs et nuls               | Blancs et nuls      | 698    | 1,42   |  |  |  |
| Exprimés       | Exprimés                     | Exprimés            | 48 476 | 98,58  |  |  |  |

### Élections de 2012
| Candidat       | Candidat                   | Parti          | Premier tour | Premier tour | Second tour | Second tour |  |
| Candidat       | Candidat                   | Parti          | Voix         | %            | Voix        | %           |  |
| -------------- | -------------------------- | -------------- | ------------ | ------------ | ----------- | ----------- |  |
|                | Virginie Duby-Muller élue  | UMP            | 12 718       | 31,39        | 20 816      | 55,50       |  |
|                | Guillaume Mathelier        | PS             | 11 598       | 28,63        | 16 691      | 44,50       |  |
|                | Anne Bardoux               | RBM (FN)       | 5 710        | 14,09        |             |             |  |
|                | Antoine Vielliard          | CpF (MoDem)    | 3 568        | 8,81         |             |             |  |
|                | Claude Deffaugt            | Divers droite  | 2 555        | 6,31         |             |             |  |
|                | Catherine Walthert-Selosse | EÉLV           | 1 818        | 4,49         |             |             |  |
|                | Daniel Richard             | FG (PCF)       | 1 481        | 3,66         |             |             |  |
|                | Jean-Luc Passaro           | LT-LNÉ         | 344          | 0,85         |             |             |  |
|                | Maurice Megevand           | Divers         | 314          | 0,78         |             |             |  |
|                | Christian Curdy            | MÉI            | 255          | 0,63         |             |             |  |
|                | Catherine Derrien          | LO             | 150          | 0,37         |             |             |  |
|                |                            |                |              |              |             |             |  |
| Inscrits       | Inscrits                   | Inscrits       | 80 042       | 100,00       | 79 941      | 100,00      |  |
| Abstentions    | Abstentions                | Abstentions    | 39 139       | 48,9         | 41 585      | 52,02       |  |
| Votants        | Votants                    | Votants        | 40 903       | 51,1         | 38 356      | 47,98       |  |
| Blancs et nuls | Blancs et nuls             | Blancs et nuls | 392          | 0,96         | 849         | 2,21        |  |
| Exprimés       | Exprimés                   | Exprimés       | 40 511       | 99,04        | 37 507      | 97,79       |  |

### Élections de 2017
|                                                                                  |                                                                                                 |                           |                           |                          |                          |
|                                                                                  |                                                                                                 | Premier tour 11 juin 2017 | Premier tour 11 juin 2017 | Second tour 18 juin 2017 | Second tour 18 juin 2017 |
|                                                                                  |                                                                                                 |                           |                           |                          |                          |
|                                                                                  |                                                                                                 | Nombre                    | % des inscrits            | Nombre                   | % des inscrits           |
| Inscrits                                                                         | Inscrits                                                                                        | 85 191                    | 100,00                    | 85 226                   | 100,00                   |
| Abstentions                                                                      | Abstentions                                                                                     | 49 207                    | 57,76                     | 51 929                   | 60,93                    |
| Votants                                                                          | Votants                                                                                         | 35 984                    | 42,24                     | 33 297                   | 39,07                    |
|                                                                                  |                                                                                                 |                           | % des votants             |                          | % des votants            |
| Bulletins blancs                                                                 | Bulletins blancs                                                                                | 340                       | 0,94                      | 1 461                    | 4,39                     |
| Bulletins nuls                                                                   | Bulletins nuls                                                                                  | 127                       | 0,35                      | 429                      | 1,29                     |
| Suffrages exprimés                                                               | Suffrages exprimés                                                                              | 35 517                    | 98,70                     | 31 407                   | 94,32                    |
|                                                                                  |                                                                                                 |                           |                           |                          |                          |
| Candidat Étiquette politique (partis et alliances)                               | Candidat Étiquette politique (partis et alliances)                                              | Voix                      | % des exprimés            | Voix                     | % des exprimés           |
|                                                                                  |                                                                                                 |                           |                           |                          |                          |
|                                                                                  | Laura Devin La République en marche                                                             | 12 992                    | 36,58                     | 14 249                   | 45,37                    |
|                                                                                  | Virginie Duby-Muller (députée sortante) Les Républicains (Union des démocrates et indépendants) | 11 586                    | 32,62                     | 17 158                   | 54,63                    |
|                                                                                  | Wenceslas Liard Front national                                                                  | 3 428                     | 9,65                      |                          |                          |
|                                                                                  | Michèle Kobus La France insoumise                                                               | 2 531                     | 7,13                      |                          |                          |
|                                                                                  | Catherine Walthert-Selosse Europe Écologie Les Verts                                            | 1 208                     | 3,40                      |                          |                          |
|                                                                                  | Anne Favrelle Parti socialiste                                                                  | 934                       | 2,63                      |                          |                          |
|                                                                                  | Annie Anselme Parti communiste français (Front de gauche)                                       | 600                       | 1,69                      |                          |                          |
|                                                                                  | Patrick Royer Écologiste (Mouvement 100 %)                                                      | 563                       | 1,59                      |                          |                          |
|                                                                                  | Mylène Clausier Debout la France                                                                | 481                       | 1,35                      |                          |                          |
|                                                                                  | Daniel Portigliatti Régionaliste (Les voix de Savoie)                                           | 474                       | 1,33                      |                          |                          |
|                                                                                  | Laurie Bahl Divers (Union populaire républicaine)                                               | 322                       | 0,91                      |                          |                          |
|                                                                                  | Salih Kaygisiz Divers (Parti égalité et justice)                                                | 234                       | 0,66                      |                          |                          |
|                                                                                  | Sabrina Ghoual Lutte ouvrière                                                                   | 164                       | 0,46                      |                          |                          |
| Source : Ministère de l'Intérieur - Quatrième circonscription de la Haute-Savoie |                                                                                                 |                           |                           |                          |                          |

### Élections de 2022
| Résultats des élections législatives des 12 et 19 juin 2022 de la 4e circonscription de Haute-Savoie |                          |                          |                          |              |              |             |             |
| Candidat                                                                                             | Candidat                 | Parti et coalition       | Nuance                   | Premier tour | Premier tour | Second tour | Second tour |
| Candidat                                                                                             | Candidat                 | Parti et coalition       | Nuance                   | Voix         | %            | Voix        | %           |
| | Virginie Duby-Muller     | LR (UDC)                 | LR                       | 11 501       | 31,24        | 23 171      | 66,92       |
| | Valérian Vervoort        | LFI (NUPES)              | NUP                      | 7 990        | 21,71        | 11 453      | 33,08       |
| | Antoine Vieillard        | LREM (ENS)               | ENS                      | 7 678        | 20,86        |             |             |
| | Magalie Luho             | RN                       | RN                       | 4 455        | 12,10        |             |             |
| | Nicolas Bailly           | REC                      | ENS                      | 1 488        | 4,04         |             |             |
| | Shan Bouvier             | SE                       | ECO                      | 1 271        | 3,45         |             |             |
| | Véronique Verbasco       | LP (UPF)                 | DSV                      | 673          | 1,83         |             |             |
| | Léa Ferrandi             | MRS (R&PS)               | REG                      | 524          | 1,42         |             |             |
| | Vanessa Dahmal           | PA                       | ECO                      | 399          | 1,08         |             |             |
| | Alexandre Cohard         | SE                       | DIV                      | 302          | 0,82         |             |             |
| | Sophie Bédague           | SE                       | DXG                      | 198          | 0,54         |             |             |
| | Murat Yildirim           | UDMF                     | DIV                      | 188          | 0,51         |             |             |
| | Romain Giraud            | POID                     | DXG                      | 100          | 0,27         |             |             |
| | Tongomo Djongandeke      | SE                       | DIV                      | 44           | 0,12         |             |             |
| Votes valides                                                                                        | Votes valides            | Votes valides            | Votes valides            | 36 811       | 98,85        | 34 624      | 96,50       |
| Votes blancs                                                                                         | Votes blancs             | Votes blancs             | Votes blancs             | 325          | 0,87         | 954         | 2,66        |
| Votes nuls                                                                                           | Votes nuls               | Votes nuls               | Votes nuls               | 103          | 0,28         | 302         | 0,84        |
| Total                                                                                                | Total                    | Total                    | Total                    | 37 239       | 100          | 35 880      | 100         |
| Abstention                                                                                           | Abstention               | Abstention               | Abstention               | 51 588       | 58,08        | 52 949      | 59,61       |
| Inscrits / participation                                                                             | Inscrits / participation | Inscrits / participation | Inscrits / participation | 88 827       | 41,92        | 88 829      | 40,39       |

### Élections de 2024
| Candidat                 | Candidat             | Parti et coalition | Nuances | Premier tour | Premier tour | Second tour | Second tour |
| Candidat                 | Candidat             | Parti et coalition | Nuances | Voix         | %            | Voix        | %           |
| ------------------------ | -------------------- | ------------------ | ------- | ------------ | ------------ | ----------- | ----------- |
|                          | Dominique Lachenal   | PS (NFP)           | NFP     |              |              |             |             |
|                          | Virginie Duby-Muller | LR                 | LR      |              |              |             |             |
|                          | Magalie Luho         | RN                 | RN      |              |              |             |             |
|                          | Barbara Lemmo Gaud   | Sabaudia-MRS (RPS) | REG     |              |              |             |             |
|                          | Cécile Roche         | LO                 | EXG     |              |              |             |             |
|                          | Alexandre Gianesello | SE                 | DIV     |              |              |             |             |
|                          | Jean-Marc Lorenzo    | SE                 | DIV     |              |              |             |             |
| Votes valides            |                      |                    |         |              |              |             |             |
| Votes blancs             |                      |                    |         |              |              |             |             |
| Votes nuls               |                      |                    |         |              |              |             |             |
| Total                    |                      |                    |         |              |              |             |             |
| Abstention               |                      |                    |         |              |              |             |             |
| Inscrits / participation |                      |                    |         |              |              |             |             |

#### Département de la Haute-Savoie
- La fiche de l'INSEE de cette circonscription : « Tableaux et Analyses de la quatrième circonscription de la Haute-Savoie », sur insee.fr, site de l'Institut national de la statistique et des études économiques (consulté le 10 juin 2007) [PDF]

- « Tous les députés du département de la Haute-Savoie depuis 1789 », sur assemblee-nationale.fr, site de l'Assemblée nationale française (consulté le 10 juin 2007)

- « Informations contentieuses sur le département de la Haute-Savoie (Élections législatives de 2002) »(Archive.org • Wikiwix • Archive.is • Google • Que faire ?), sur conseil-constitutionnel.fr, site du Conseil constitutionnel (consulté le 13 juin 2007)

#### Circonscriptions en France
- « Carte des circonscriptions législatives en France », sur assemblee-nationale.fr, site de l'Assemblée nationale française (consulté le 10 juin 2007)

- « Résultats électoraux officiels en France »(Archive.org • Wikiwix • Archive.is • Google • Que faire ?), sur interieur.gouv.fr, site du ministère de l'Intérieur (France) (consulté le 13 juin 2007)

- Description et Atlas des circonscriptions électorales de France sur http://www.atlaspol.com, Atlaspol, site de cartographie géopolitique, consulté le 13 juin 2007.